# Abbaye Saint-Martin-aux-Jumeaux
L'ancienne abbaye Saint-Martin-aux-Jumeaux d'Amiens était une abbaye de chanoines réguliers fondée en 1073 et disparue à la Révolution française.

## Histoire

### Origine
Au Ve siècle, une chapelle fut construite sur le lieu où saint Martin partagea son manteau avec un pauvre, près d’une  des portes de la cité romaine où aurait figuré une statue de Romulus et Remus allaités par une louve, non loin de l’actuelle cathédrale, ce qui lui aurait valu l'appellation « aux Jumeaux ». Une autre explication a été donnée pour justifier le nom, l'église Saint-Nicolas se trouvait juste à côté de l'abbaye, comme un frère jumeau...

### Un prieuré de chanoines réguliers
En 1073, l'évêque d'Amiens, Gui de Ponthieu, y créa une communauté de clercs. En 1109, elle adopta la règle de saint Augustin et devint un prieuré de chanoines réguliers qui desservaient la paroisse Saint-Leu. Le prieuré fut érigé en abbaye en 1145.
En 1564, l'abbaye fut réunie à la mense épiscopale, l'évêque d'Amiens en devint l’abbé commendataire.

### Un couvent de l'ordre des Célestins
En mai 1634, une lettre patente de Louis XIII donna les bâtiments à l’Ordre des Célestins qui y restèrent jusque 1781 soit trois ans après la suppression de l’ordre. Les chanoines qui restaient s’opposèrent à cette mesure et obtinrent en partie gain de cause. Le Conseil d’État les autorisa à créer un nouveau monastère dans la ville d’Amiens et leur accorda les fonds nécessaires. Les chanoines génovéfains entrèrent dans la Congrégation de France.

### Démolition des bâtiments
La Constitution civile du clergé, adoptée par l'Assemblée nationale, le 12 juillet 1790, supprimait le clergé régulier. Les religieux de Saint-Martin-aux-Jumeaux furent dispersés et les bâtiments de l'abbaye déclarés bien national.
Après la Révolution française, l’abbaye abrita successivement le petit séminaire, l’armée puis les tribunaux jusqu’alors situés dans l’ancien bailliage. En 1860, inadaptée à leur nouvelle fonction, les bâtiments furent démolis et remplacés par l’actuel palais de justice.

## Vestiges
Aucun vestige architectural visible ne subsiste de cette abbaye. Les boiseries sculptées par François Cressent pour le  couvent des célestins (vers 1705) ont été réintégrées dans les bâtiments de l’actuel palais de justice d'Amiens (bureau du premier président).
La pierre de fondation de la nouvelle église Saint-Marin et Saint-Antoine datant du 29 septembre 1726, amputée de sa partie inférieure gauche, a été retrouvée en 1968 lors de fouilles archéologiques précédant des travaux d'urbanisme. Outre la date de la pose de la première pierre et l'énumération de dignitaires religieux, l'inscription gravée en latin nous livre - ce qui est assez rare - le nom de l'architecte, Michel-Ange Caristie. On voit également gravées, sur la partie supérieure gauche de cette pierre en meulière  (1,18 x 1 m), les armoiries de Mgr Sabatier, évêque d'Amiens et sur la partie supérieure droite, les armes de l'ordre des Célestins de France. La pierre de fondation fut déposée dans le vestibule nord du palais de justice. 
Le musée de Picardie conserve un chapiteau sculpté de feuilles d'acanthe et un chapiteau sculpté représentant un ange orné de diables du XIIe siècle, ainsi qu'une plaque funéraire du tout début du XVIe siècle, provenant de l'abbaye disparue.

## Abbés
- Jean d'Aubigny, jusqu'en 1325.

### Articles liés
- Liste d'abbayes augustiniennes de France
- Histoire d'Amiens
- Chanoine régulier
- Palais de justice d'Amiens